# Sázava
Sázava (in tedesco  Sasau) è una città della Repubblica Ceca facente parte del distretto di Benešov, in Boemia Centrale, sulle sponde del fiume omonimo. Sul suo territorio fu eretto dall'eremita san Procopio, nella prima metà dell'XI secolo, un monastero, trasformato nel corso del XIX secolo in castello.